# Iñigo Díaz de Cerio
Iñigo Díaz de Cerio Conejero (* 15. Mai 1984 in Donostia-San Sebastián) ist ein spanischer Fußballspieler. Er spielt seit Sommer 2012 beim CD Mirandés.

## Karriere
Díaz de Cerio begann seine Karriere in den Jugendmannschaften von Anunciata Ikastetxea, Sporting Herrera und Antiguoko CF. 2002 wurde er in die zweite Mannschaft von Real Sociedad San Sebastián geholt, welche zu der Zeit in der Tercera División spielte. Im ersten Jahr konnte die B-Mannschaft bereits den Aufstieg in die Segunda División B schaffen. Der Durchbruch auf den Weg in den Profifußball erfolgte für Díaz de Cerio 2005/06, als er in 32 Spielen 26 Tore erzielen konnte und somit bester Torschütze aller vier B-Gruppen war und in die erste Mannschaft geholt wurde.
Sein Debüt in der Liga gab er am 12. Februar 2006 gegen Atlético Madrid, als er in der 84. Minute für Dalibor Stevanović eingewechselt wurde. In der darauffolgenden Saison stieg man mit Platz 19 ab, de Cerio absolvierte in dieser Saison 27 Spiele und erzielte vier Tore. Sein erstes Tor in der höchsten spanischen Spielklasse erzielte er am 10. September 2006 bei der 1:3-Niederlage gegen den FC Sevilla. Nach zwei weiteren Spielzeiten in der Segunda División wechselte er zum Anfang der Saison 2009/10 zu Athletic Bilbao. Dort spielte er am 5. November 2009 das erste Mal auf europäischer Klubebene, als er im Spiel gegen den portugiesischen Vertreter Nacional Funchal in der 40. Minute für Fernando Llorente eingewechselt wurde.
Er wurde Anfang der Saison 2010/11 für ein halbes Jahr zum FC Córdoba in die Segunda División verliehen. In der Winterpause der Saison kehrte er wieder zu Athletic Bilbao zurück. Doch auch in der folgenden Rückrunde konnte er mit seinen Leistungen nicht überzeugen, sich keinen Stammplatz erkämpfen und wurde somit für die Saison 2011/12 an den Zweitligisten CD Numancia verliehen.
Im Sommer 2012 trennte sich endgültig von Athletic Bilbao und wechselte zum CD Mirandés in die Segunda División.